# Доротей Охридски
Вижте пояснителната страница за други личности с името Доротей.
Доротей е православен духовник, охридски архиепископ до 1466 година.
Подписът му на гръцки език в края на един пентикостар (Охрид, Народен музей, ръкопис 45) датира от 31 януари 1465 г. и гласи: „Доротей, по Божия милост архиепископ на Първа Юстиниана и на цяла България“. Известна е и еднa летописна бележка на книжовника Димитър, комуто Доротей поръчал да препише в Кратово сръбски Номоканон (наръчник по църковно право) за нуждите на „великата църква на Първа Юстиниана" (дотогава тя имала само гръцки такъв). Димитър разказва, че през 1466 г. по причина на „междуособна крамола" Мехмед II преселил „българския архиепископ господин Доротей" в Константинопол заедно с „много от охридските боляри и от църковния клир" и го заместил с гърка Марк Ксилокарав. Възможно е Доротей и споменатият в житието на патриарх Нифонт II Захарий Охридски да са едно и също лице.
Едно писмо от молдовския княз Стефан Велики до Доротей, „архиепископ на Първа Юстиниана, владика на всички българи и сърби и дакийски земи" и отговорът на Доротей, „по Божия милост архиепископ на Първа Юстиниана и на всички българи, сърби, северни страни и прочие" до княза носят дата 1466 г., но по всяка вероятност са съставени през XVI в., по времето на архиепископ Прохор.

## Изследвания
- Снегаров, Иван. История на Охридската архиепископия-патриаршия, т.2. Второ фототипно издание.   София, Академично издателство „Проф. Марин Дринов“, 1995, [1932]. ISBN 954-430-345-6. с. 183-184.
- Иван Снегаров, Георги Кастриота-Скендербег (1405–1468) и отношението на Дебър и Охрид към освободителната му борба. – Исторически преглед, 1968, кн. 2, 60-65
- Парпулов, Г. Охридският архиепископ Доротей (PLP 5905). – Bulgaria Mediaevalis 11 (2020), 281 - 290